# Attalovci
Attalovci (řecky Δυναστεία των Ατταλιδών, v latince Dynasteía ton Attalidón) byla helénistická královská dynastie, která vládla městu Pergamon na severozápadě Malé Asie. Attalovské Pergamské království vytvořili odtržením od říše diadocha Lýsimacha. Jeden z Lýsimachových velitelů jménem Filetairos, jehož otcem byl Makedonec Attalos a matkou Paflagoňanka Boa, ovládl v roce 282 př. n. l. tvrz Pergamon. Toto datum se tudíž považuje za okamžik počátku panování dynastie. Jeho následníci posílili vliv Pergamu, který proměnili ve významné kulturní centrum a mocné království. Ve třicátých letech 3. století př. n. l. se Attalos I. prohlásil jako první příslušník dynastie králem, když předtím zvítězil nad keltskými Galaty. Attalovci panovali Pergamu až do roku 133 př. n. l., kdy zemřel Attalos III., jenž ve své závěti odkázal své království římské republice. Zřejmě tak chtěl zabránit následnictví svého nevlastního bratra Aristoníka.
Ve vnitřní části Velkého Diova oltáře v Pergamu se nachází vlys, znázorňující život Héraklova syna Télefa, jehož Attalovci velebili jako zakladatele města a dokonce ho prohlásili za svého prapředka, čímž se v podstatě označovali za potomky bohů. Touto legendou chtěli Attalovci upevnit pozici Pergamu v řecké mytologii, neboť jeho historie nebyla tak dlouhá a velkolepá jako v případě jiných významných řeckých měst období helénismu.

## Galerie

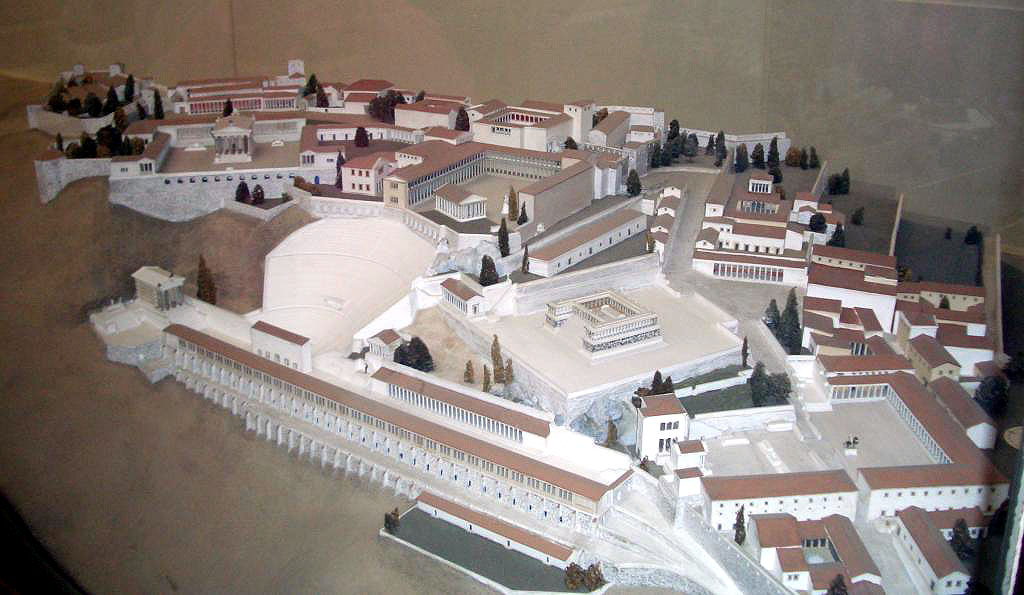
Model pergamské akropole v berlínském Pergamském muzeu
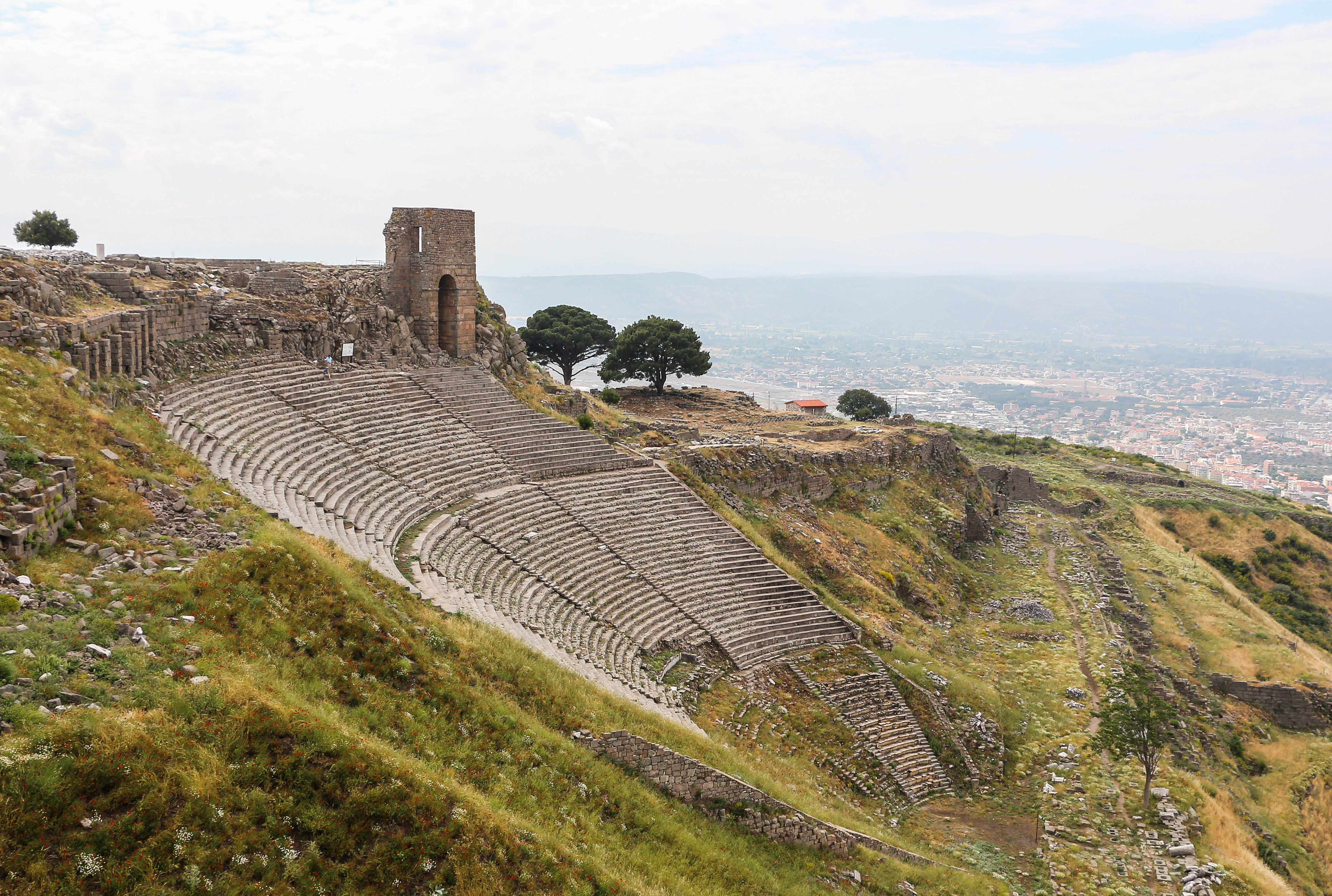
Dosud zachované divadlo starověkého Pergamu

## Seznam panovníků
- Filetairos (282–263 př. n. l.) – Lýsimachův generál a strážce pokladu, který se vzbouřil proti svému králi a přešel na stranu Seleuka I. Po jeho smrti se stal vládcem malého, fakticky nezávislého státu.
- Eumenés I. (263–241 př. n. l.) – synovec a adoptivní syn eunucha Filetaira. Krátce po uchopení vlády se vítězně střetl se svým mocným sousedem, seleukovským králem Antiochem I., díky čemuž byl schopen rozšířit pergamské území.
- Attalos I. (241–197 př. n. l.) – prasynovec a adoptivní syn Eumena I. V bitvě u pramenů řeky Kaikos (dnešní Bakırçay) porazil keltské Galaty, načež přijal královský titul. Později stál na straně Římanů v boji proti králi Filipovi V. Makedonskému.
- Eumenés II. (197–159 př. n. l.) – syn Attala I. V roce 190 př. n. l. podpořil Římany v bitvě u Magnésie proti seleukovskému králi Antiochovi III. Následným mírem z Apameie posunul hranice své říše až k pohoří Taurus, čímž získal kontrolu nad velkou částí Malé Asie. Za jeho vlády dosáhla pergamská říše politicky i kulturně vrcholu své moci.
- Attalos II. (159–138 př. n. l.) – bratr Eumena II. Nechal vybudovat Attalovu stou v Athénách.
- Attalos III. (138–133 př. n. l.) – synovec Attala II. Formálně poslední vládce Pergamu, jenž odkázal svoje království Římanům.
- Aristoníkos (popraven 129 př. n. l.) – nevlastní bratr Attala III. Jako „Eumenés III.“ si nárokoval trůn Pergamu, avšak byl poražen Římany.